# Kevin Magee (baloncestista)
Kevin Dornell Magee  (Gary, Indiana, 24 de enero de 1959-Los Ángeles, California, 23 de octubre de 2003) fue un jugador de baloncesto estadounidense. Con 2,02 metros de estatura, jugaba en la posición de pívot.

## Trayectoria deportiva

### Universidad
Jugó durante cuatro temporadas en el baloncesto universitario de Estados Unidos, jugando dos temporadas en Saddleback College y otras dos en la Universidad de  California en Irvine en las que promedió 26 puntos y 12 rebotes. El número 44 está retirado por los Anteaters, siendo el único jugador que tiene retirado la camiseta en esta universidad.

### Profesional
Es elegido en la 2ª ronda  con el puesto 39 en el  Draft de la NBA de 1982 por Phoenix Suns, no llega a jugar nunca en la NBA. Su primera experiencia profesional fue en la temporada 1982-83 en el Pallacanestro Varese, donde fue el segundo máximo anotador y máximo reboteador de la competición (25 puntos y 15 rebotes por partido). Su siguiente equipo sería el CB Zaragoza, equipo en el que gana la Copa del Rey del año 1984. Después de una gran campaña en el equipo aragonés ficha por el Maccabi Tel Aviv, equipo en juega durante 6 temporadas, ganando 6 ligas y 4 copas de Israel. Volvería en la temporada 1990-1991 al CB Zaragoza, formando pareja de americanos con Mark Davis, el equipo logra meterse en la final de la Recopa. Esa temporada fue el máximo reboteador de la Liga ACB. Sus últimos equipos como profesional serían el Robe di Kappa Torino (1991-1992), Racing Paris SG (1992-1993) y el Maccabi Rishon LeZion (1993-1994), retirándose del baloncesto con 35 años de edad.

### Fallecimiento
Kevin Magee falleció a los 44 años de edad en 2003 en un accidente de tráfico mientras volvía a su domicilio del trabajo.